# اسلام در ایتالیا

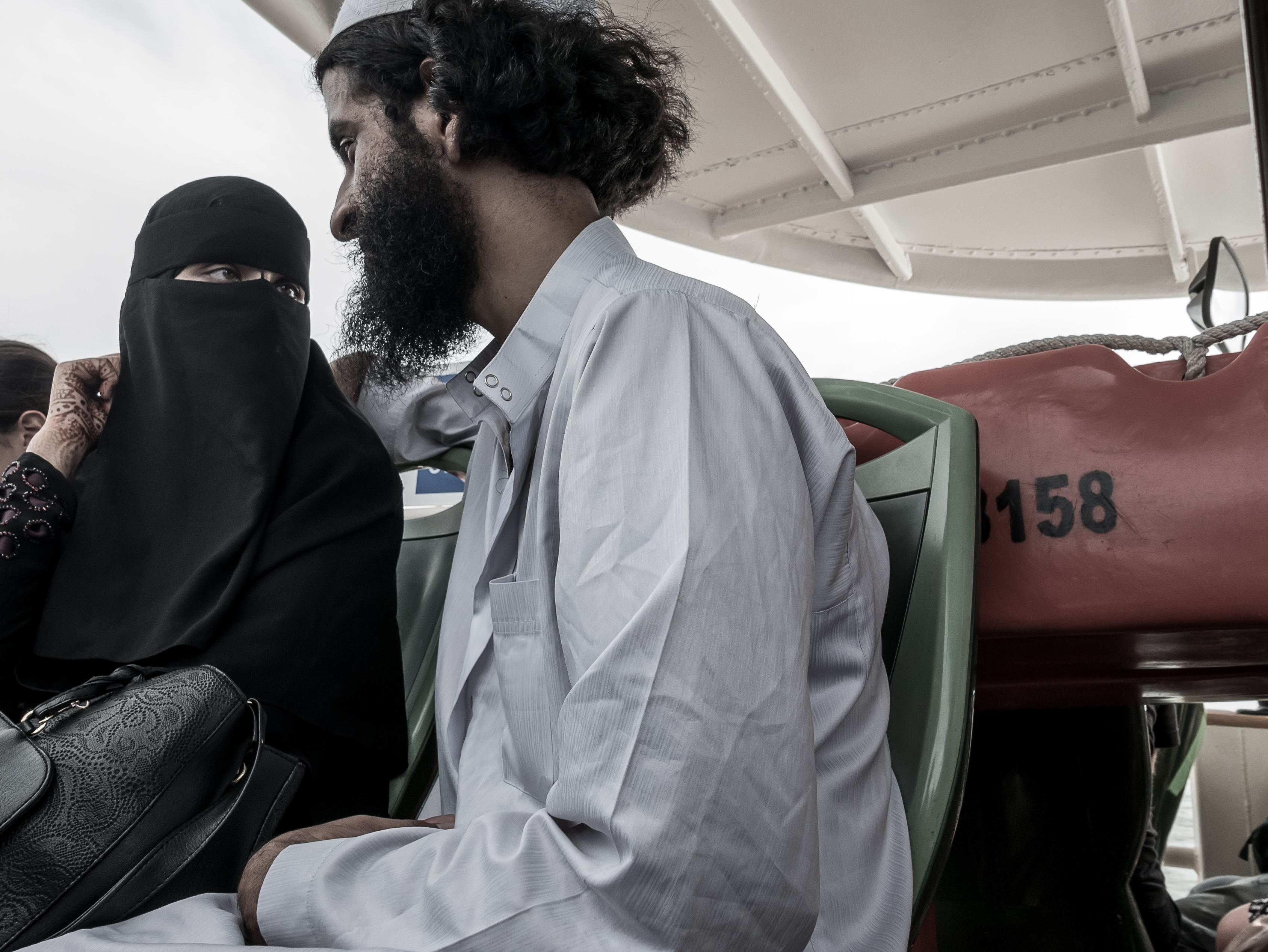
تصویری از یک مرد مسلمان به همراه زنی مسلمان که برقع پوشیده اشت - ونیز

پیشینه ورود اسلام به ایتالیا (به عنوان مهد مسیحیت) به سده ۹ میلادی باز می‌گردد.
در ایتالیا حضور مسلمانان عرب در جزیره سیسیل از سده ۷ میلادی به چشم می‌خورد و از سده ۹ تا ۱۱ میلادی این جزیره تحت مالکیت مسلمانان بوده‌است. در ۱۸ میلادی نیز در چندین شهر از جمله در جنوا، لیورنو و ناپل، برای مسلمانانی که از کشورهای اسلامی از مراکش تا بوسنی به ایتالیا آمده بودند مساجدی ساخته شد.
جریان مهاجرت به ایتالیا در دهه‌های ۱۹۸۰ و ۱۹۹۰ میلادی سرعت زیادی به خود گرفت. بعد از بهار عربی، تعداد زیادی مسلمان از غرب آسیا و شمال آفریقا در ایتالیا سکونت گزیدند.